# South Beloit (Illinois)
South Beloit – miasto w USA, w stanie Illinois, w hrabstwie Winnebago
Według spisu z 2000 roku miasto zamieszkuje 5 397 osób. 

## Geografia
Davis Junction leży na 42°29'3" N, 89°2'19" W.
Według spisu miasto zajmuje powierzchnię 10,6 km², z czego 10,3 zajmują lądy a 0,3 zajmuje woda. 

## Demografia
Według spisu z 2000 roku miasto zamieszkuje 5,397 osób skupionych w 2,165 gospodarstwach domowych, tworzących 1,418 rodzin. Gęstość zaludnienia wynosi 526,3 osoby/km². W mieście znajdują się 2,345 budynki mieszkalne, a ich gęstość występowania wynosi 228,6 mieszkania/km². Miasto zamieszkuje 89,16% ludności białej, 3,98% stanowią Afroamerykanie, 0,63% to rdzenni Amerykanie, 0,83% Azjaci, 0,07% mieszkańcy Pacyfiku, 3,48% ludność innej rasy i 1,83% ludności wywodzącej się z dwóch lub więcej ras. Hiszpanie lub Latynosi stanowią 6,78% populacji.
W mieście są 2,165 gospodarstwa domowe, w których 33,8% stanowią dzieci poniżej 18 roku życia żyjących z rodzicami, 49,1% stanowią małżeństwa, 11,4% stanowią kobiety nie posiadające męża oraz 34,5% stanowią osoby samotne. 28,8% wszystkich gospodarstw domowych składa się z jednej osoby oraz 10,3% żyjących samotnie ma powyżej 65 roku życia. Średnia wielkość gospodarstwa domowego wynosi 2,46 osoby, natomiast rodziny 3,01 osoby. 
Przedział wiekowy kształtuje się następująco: 26,5% stanowią osoby poniżej 18 roku życia, 8,7% stanowią osoby pomiędzy 18 a 24 rokiem życia, 33,4% stanowią osoby pomiędzy 25 a 44 rokiem życia, 18,5% stanowią osoby pomiędzy 45 a 64 rokiem życia oraz 12,9% stanowią osoby powyżej 65 roku życia. Średni wiek wynosi 33 lat. Na każde 100 kobiet przypada 98,1 mężczyzn. Na każde 100 kobiet powyżej 18 roku życia przypada 96,2 mężczyzn.
Średni dochód dla gospodarstwa domowego wynosi 35 597 dolarów, a dla rodziny wynosi 41 154 dolarów. Dochody mężczyzn wynoszą średnio 33 110 dolarów, a kobiet 22 596 dolarów. Średni dochód na osobę w mieście wynosi 18 363 dolarów. Około 8,2% rodzin i 10,0% populacji miasta żyje poniżej minimum socjalnego, z czego 15,4% jest poniżej 18 roku życia i 7,6% powyżej 65 roku życia.